# Oceà Pacífic
|  | «Pacífic» redirigeix aquí. Vegeu-ne altres significats a «Pacific». |

L'oceà Pacífic o simplement el Pacífic és el cos d'aigua més gran del món. Aquest oceà cobreix una tercera part de la superfície terrestre, amb una àrea de 179,7 milions de km². S'estén uns 15.500 km des del mar de Bering, al nord de l'Àrtida, fins als marges gelats de l'Antàrtida (el mar de Ross) al Sud; el Pacífic ateny la seva màxima amplitud E-O aproximadament a 5 graus de latitud Nord, on s'estén per uns 19.800 km, des d'Indonèsia fins a la costa de Colòmbia. El límit occidental de l'oceà se situa sovint a l'estret de Malaca. El punt de més fondària de la superfície terrestre, la fossa de les Mariannes, està ubicat al Pacífic.
El Pacífic conté unes 25.000 illes, més que tota la resta d'oceans junts, la majoria de les quals es troben al sud de l'equador. Aquest oceà cobreix una àrea de 165.700.000 km². El punt més baix de la superfície de l'escorça terrestre, la fossa de les Marianes, es troba al Pacífic.
Al llarg dels marges irregulars del Pacífic hi ha molts mars, els més grans dels quals són el mar de Cèlebes, mar del Corall, Mar de la Xina Oriental, mar del Japó, mar de Sulu, Mar de Tasmània i la mar Groga. L'estret de Malaca uneix l'oceà Pacífic i l'Índic a l'oest, i el Passatge de Drake uneix el Pacífic i l'Atlàntic a l'est. Aquests dos oceans també estan units pel canal de Panamà a l'Amèrica Central.
El primer europeu que va contemplar la immensitat de l'oceà Pacífic des de la vora americana va ser el gentilhome i explorador espanyol Vasco Núñez de Balboa, qui el dia 25 de setembre de 1513 després d'haver pres possessió de les seves aigües en nom dels reis de Castella, li va atorgar el nom de mar del Sud a l'enorme extensió d'aigua que va mirar des d'una cimera ubicada a l'istme de Panamà.
L'explorador portuguès Fernando de Magallanes va batejar l'oceà amb el nom de Pacífic, és a dir, tranquil. En el seu viatge des de l'estret de Magallanes fins a les Filipines, Magallanes va trobar l'oceà tranquil. Per descomptat, el Pacífic no està sempre en calma; a les illes del Pacífic hi ha molts tifons i huracans, i les terres al voltant del Pacífic estan plenes de volcans i sovint sacsejades per terratrèmols. Els tsunamis, deguts a terratrèmols submarins han devastat moltes illes i han escombrat pobles sencers.

## Geografia física

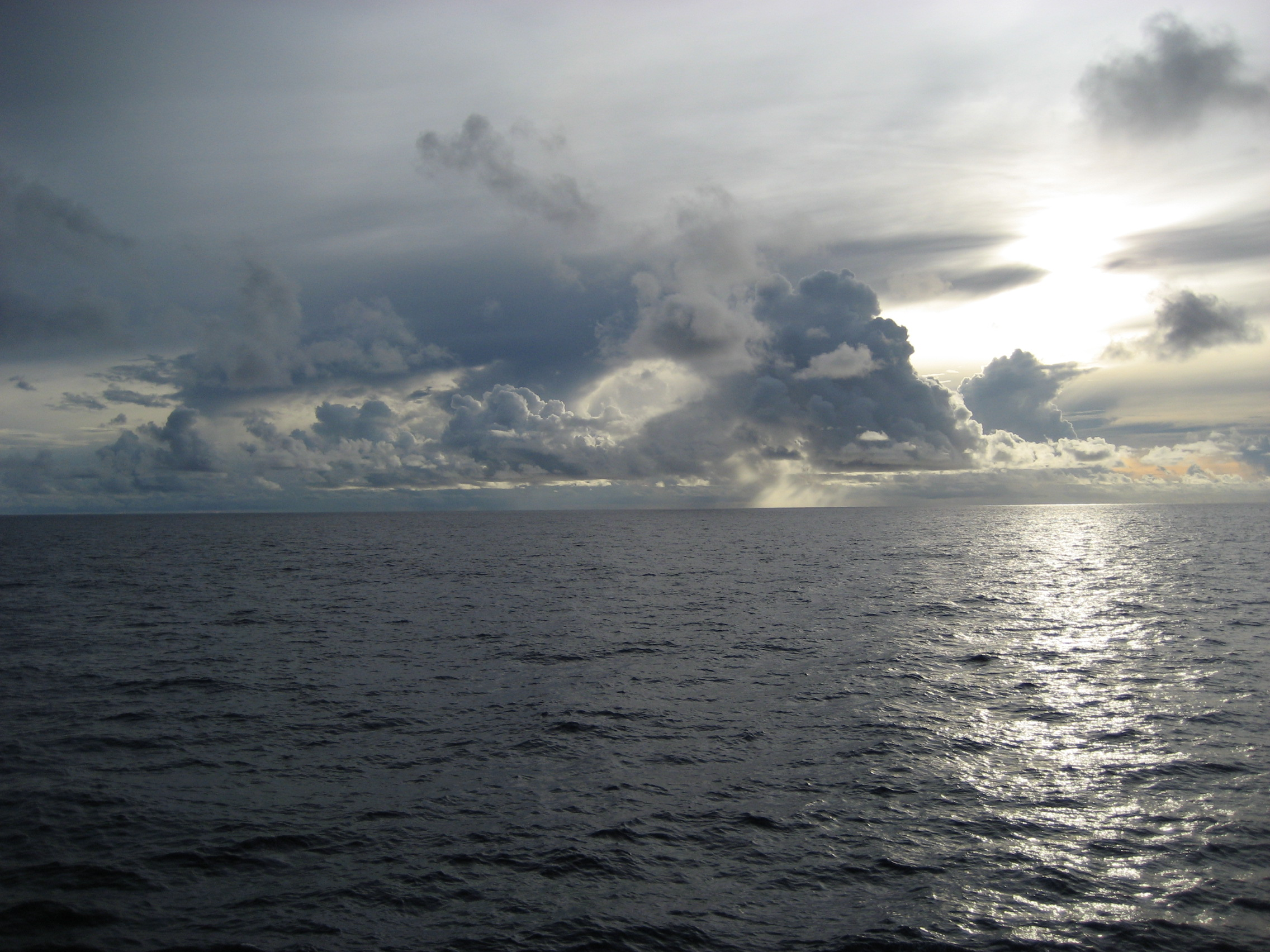
Vista del Pacífic Sud des del pont d'un submarí estatunidenc.

### Localització i delimitació de l'IHO

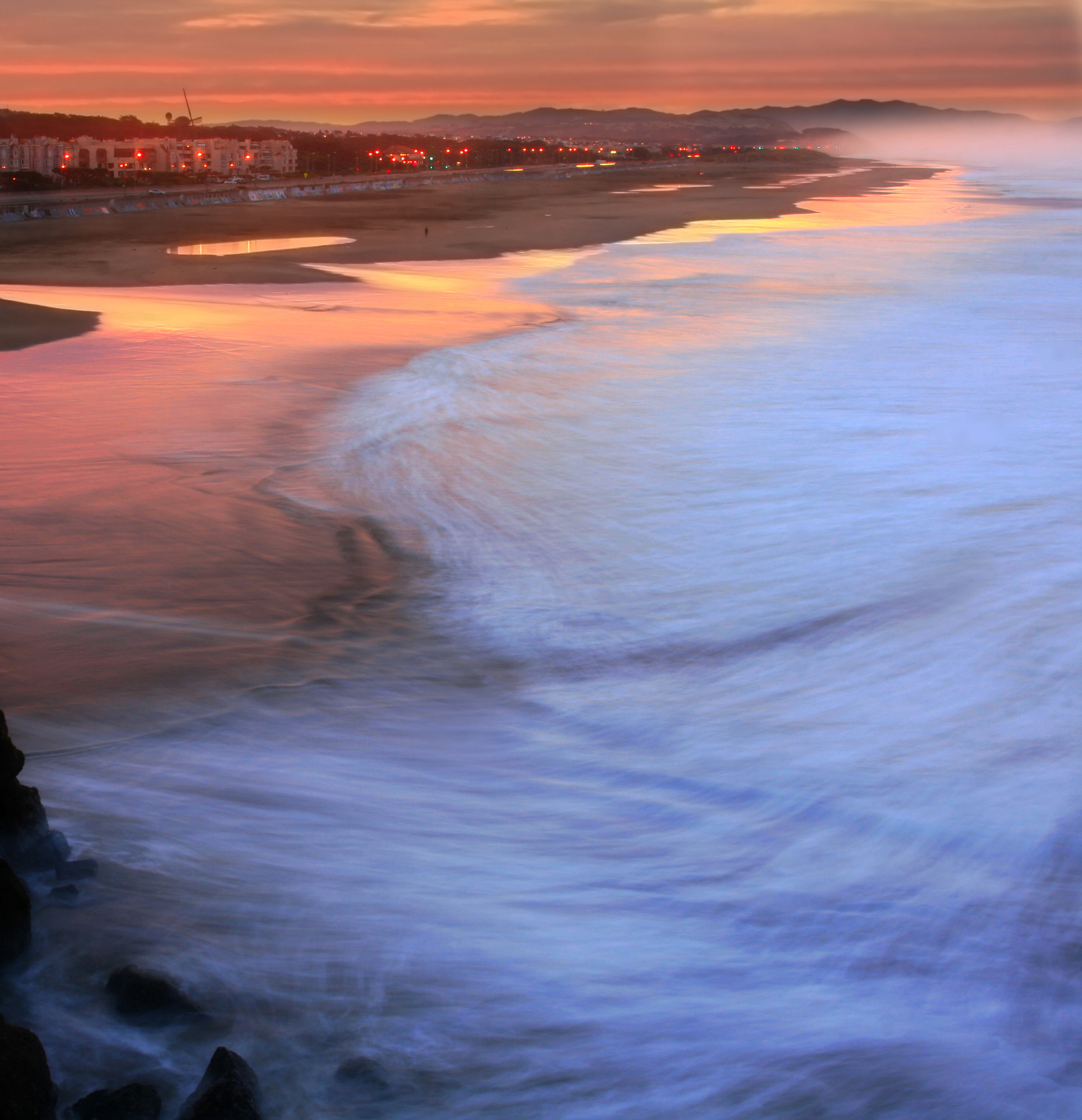
Platja a San Francisco, situat al Pacífic Nord.

En la 3a edició (1953) de "Límits d'Oceans i Mars" de l'Organització Hidrogràfica Internacional, màxima autoritat internacional en matèria de delimitació de mars, el Pacífic està dividit en Pacífic Nord i Pacífic Sud i delimitat de la forma següent:
Pacífic Nord
- Al sud-oest. El límit nord-oriental de l'Arxipèlag de les Índies Orientals (malai) des de l'Equador fins a l'illa de Luzon.
- A l'oest i nord-oest. Els límits orientals del Mar de les Filipines i del Mar del Japó i el límit sud-oriental del Mar d'Okhotsk.
- Al nord. Els límits meridionals del Mar de Bering i el Golf d'Alaska.
- A l'est. El límit occidental de les aigües costaneres del sud-est d'Alaska i la Colúmbia Britànica, i el límit meridional del Golf de Califòrnia.
- Al sud. L'Equador, però excloent les illes de Kiribati i les Galápagos, grups que cauen al nord del mateix Equador.

Pacífic Sud
- A l'oest. El meridià 146° 55′ E des del continent Antàrtic, fins al cap sud-est a Tasmània (l'extrem meridional de l'illa).
- Al sud-oest i nord-oest. Els límits meridional, oriental i nord-oriental del Mar de Tasmània, els límits sud-oriental i nord-oriental del Mar del Corall, els límits meridional, oriental i septentrional dels mars de Salomó i Bismark, i el límit nord-oriental de l'Arxipèlag de les Índies Orientals des de Nova Guinea fins a l'Equador.
- Al nord. L'Equador, però incloent-hi les illes de Kiribati i les Galápagos, grups que cauen al nord de la mateixa línia.
- A l'est. Una línia des del cap Virgenes (52° 21′ S, 68° 21′ O / 52.350°S,68.350°O) al cap Esperit Sant, al nord de Terra del Foc (l'entrada oriental a l'Estret de Magallanes; el meridià del Cap d'Hornos (67° 16′ W) des de Terra del Foc fins al Continent Antàrtic. (Aquests límits encara no han estat acceptats oficialment per Xile.)
- Al sud. El continent antàrtic.

L'any 2000 l'OHI va redefinir el Pacífic, movent el seu límit meridional al Paral·lel 60° sud, de forma que les aigües al sud de la línia queden definides com a Oceà Antàrtic. Aquesta nova definició no ha estat encara ratificada (ja que una reserva ha estat presentada per Austràlia) malgrat això està en ús per l'OHI i altres. Quan sigui adoptada, la definició del 2000 serà publicada en la 4a edició de Límits dels Oceans i els Mars i restaurarà l'Oceà Antàrtic com estava originalment definit en la segona edició i posteriorment omès en la tercera edició.

## Aigua
Les temperatures al Pacífic varien des del punt de congelació a prop dels pols a uns 29 graus Celsius prop de l'equador. La salinitat també varia amb la latitud. L'aigua a prop de l'equador és menys salina que la de les latituds mitjanes degut a la precipitació equatorial abundant al llarg de l'any. Cap als pols, la salinitat, com la temperatura, també és baixa, ja que existeix poca evaporació d'aigua de mar a aquestes àrees.
La circulació superficial de les aigües del Pacífic és generalment en el sentit de les agulles del rellotge a l'Hemisferi Nord i en contra al Sud. El corrent nord-equatorial, circula cap a l'oest a la latitud de 15 ° N pels vents alisis, giren cap al nord prop de les Filipines per a esdevenir el càlid corrent de Kuroshio, o del Japó. Girant cap a l'est a uns 450° N el Kuroshio es divideix i algunes aigües es mouen cap al Nord com el corrent de les Aleutianes, mentre que la resta es mouen cap al sud per a reunir-se amb el corrent Nord Equatorial. El corrent Aleutià es divideix a l'aproximar-se a Nord Amèrica i forma la base d'un gir en contra de les agulles del rellotge al mar de Bering. El seu braç sud esdevé el lent corrent de Califòrnia, que flueix cap al sud.
El Corrent Sud Equatorial, que flueix cap a l'oest al llarg de l'equador, gira cap al sud a l'est de Nova Guinea, gira a l'est a uns 50 graus de latitud sud, i s'uneix al corrent de circulació principal cap a l'oest del Pacífic Sud, que inclou el Corrent Antàrtic Circumpolar que dona la volta a la Terra. A l'aproximar-se a la costa de Xile, el Corrent Sud Equatorial es divideix; una branca flueix al voltant del Cap d'Hornos i l'altra gira al nord per formar el corrent del Perú, o de Humboldt.

## Clima

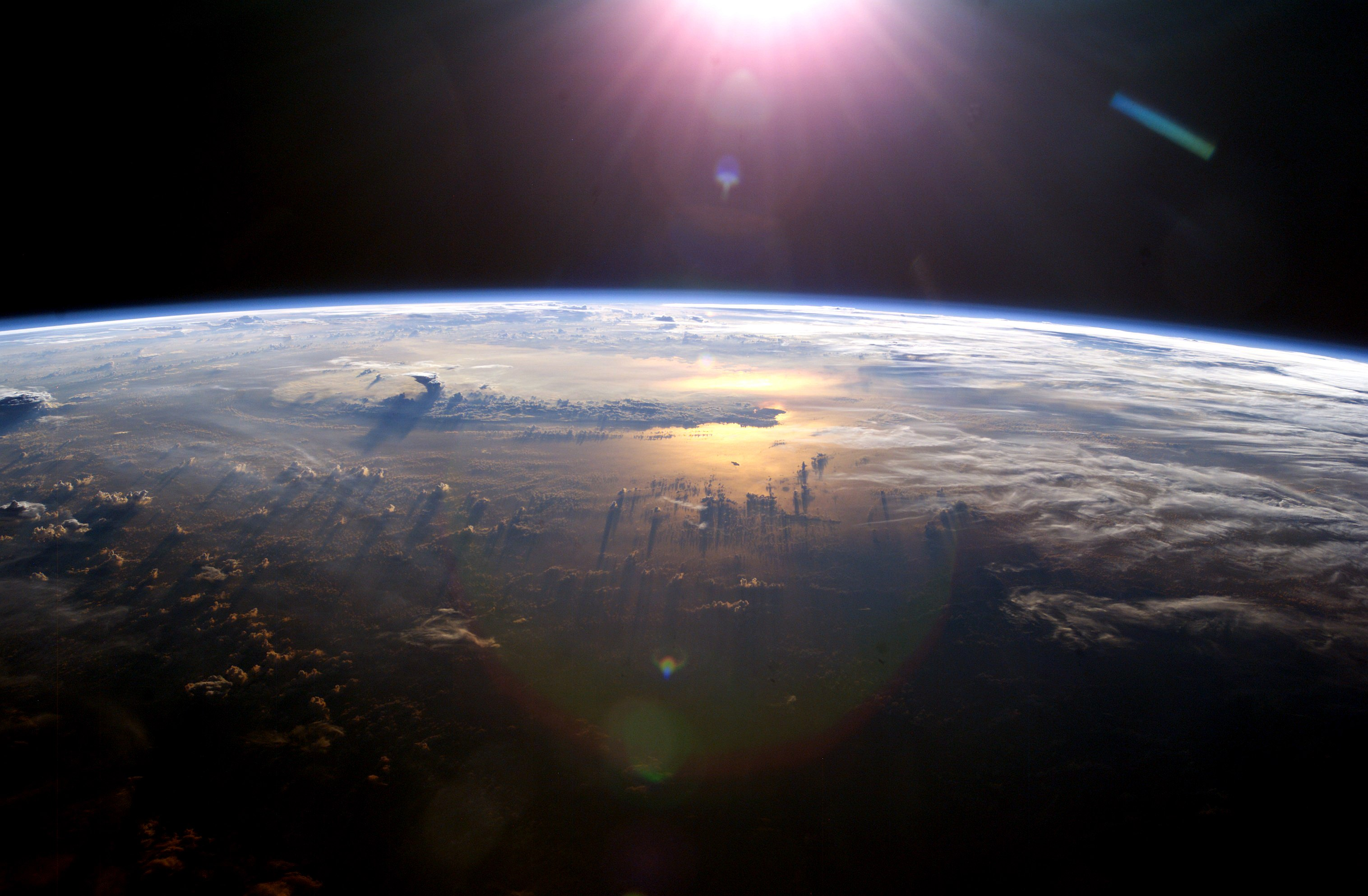
Núvols de tempesta cumulonimbus incus solcant un capvespre vist des de l'Estació Espacial Internacional.

Només els interiors de les grans masses d'Austràlia, Nova Guinea, i Nova Zelanda escapen de la influència climàtica del Pacífic. A l'àrea del Pacífic, hi ha cinc zones o regions climàtiques diferents: les latituds mitjanes, els tròpics, la regió del monsó, la dels tifons, i l'equador (zona de calma). Els vents contra-alisis tenen lloc a les latituds mitjanes, al nord i al sud de l'equador, i porten canvis estacionals marcats a les latituds nord i sud. Més a prop de l'equador, on estan la majoria de les illes, els vents constants alisis porten temperatures relativament constants al llarg de l'any de 21-27 graus Celsius.
La regió del monsó està lluny al Pacífic oest entre el Japó i Austràlia. Les característiques d'aquesta regió climàtica són vents que bufen de l'interior continental cap a l'oceà a l'hivern i en la direcció oposada a l'estiu. En conseqüència, té lloc una marcada estació de núvols i pluja. Els tifons causen sovint danys extensos a l'oest i al sud-oest del Pacífic. La freqüència més gran de tifons existeix a un triangle que va del sud del Japó a les Filipines centrals a la Micronèsia oriental.

## Geologia
La Línia d'Andesita és la distinció regional més significativa del Pacífic. Separa la part més profunda, de roques ígnies bàsiques, de les àrees continentals parcialment submergides de roques ígnies àcides dels marges.
La línia d'andesita segueix el límit oest de les illes de Califòrnia i passa al sud de les illes Aleutianes, al llarg del límit est de la Península de Kamtxatka, les Illes Kurils, Japó, les Mariannes, les illes Salomó, i Nova Zelanda.
La discontinuïtat continua cap al nord-est al llarg de l'extrem oest de la Serralada Albatros al llarg de Sud-amèrica cap a Mèxic, tornant a les illes de Califòrnia.
Indonèsia, les Filipines, el Japó, Nova Guinea, i Nova Zelanda són extensions cap a l'est dels blocs continentals d'Austràlia i Àsia i estan fora de la línia d'Andesita.
En el cercle tancat de la línia d'Andesita estan la majoria de fosses profundes, muntanyes volcàniques submergides, i illes volcàniques oceàniques que caracteritzen la Conca Pacífica Central. És aquí que les laves basàltiques flueixen lentament per a formar grans muntanyes volcàniques en forma de cúpula els cims erosionats de les quals formen arcs d'illes, cadenes, i arxipèlags. Fora de la línia d'Andesita, el vulcanisme és de tipus explosiu, i l'anomenat anell de foc del Pacífic és la zona més volcànica de la Terra.

### Història Geològica
L'Oceà Pacífic va desenvolupar a patir de l'oceà Pantalàssic després de la ruptura de Pangea. No hi ha establerta una data precisa de quan es va produir aquest canvi, donat que la substitució del fons del mar és un procés continu. Nombrosos mapes de reconstrucció sovint canvien el nom de Pantalassa al Pacífic en l'època en què l'oceà Atlàntic va començar a formar-se. l'oceà Pantalàssic es formà per primera vegada fa 750 milions d'anys després de la ruptura del supercontinent Rodínia, amb tot s'estima que el fons oceànic més antic de l'Oceà Pacífic és de l'ordre d'uns 180 milions d'anys d'antiguitat.

### Fons oceànic

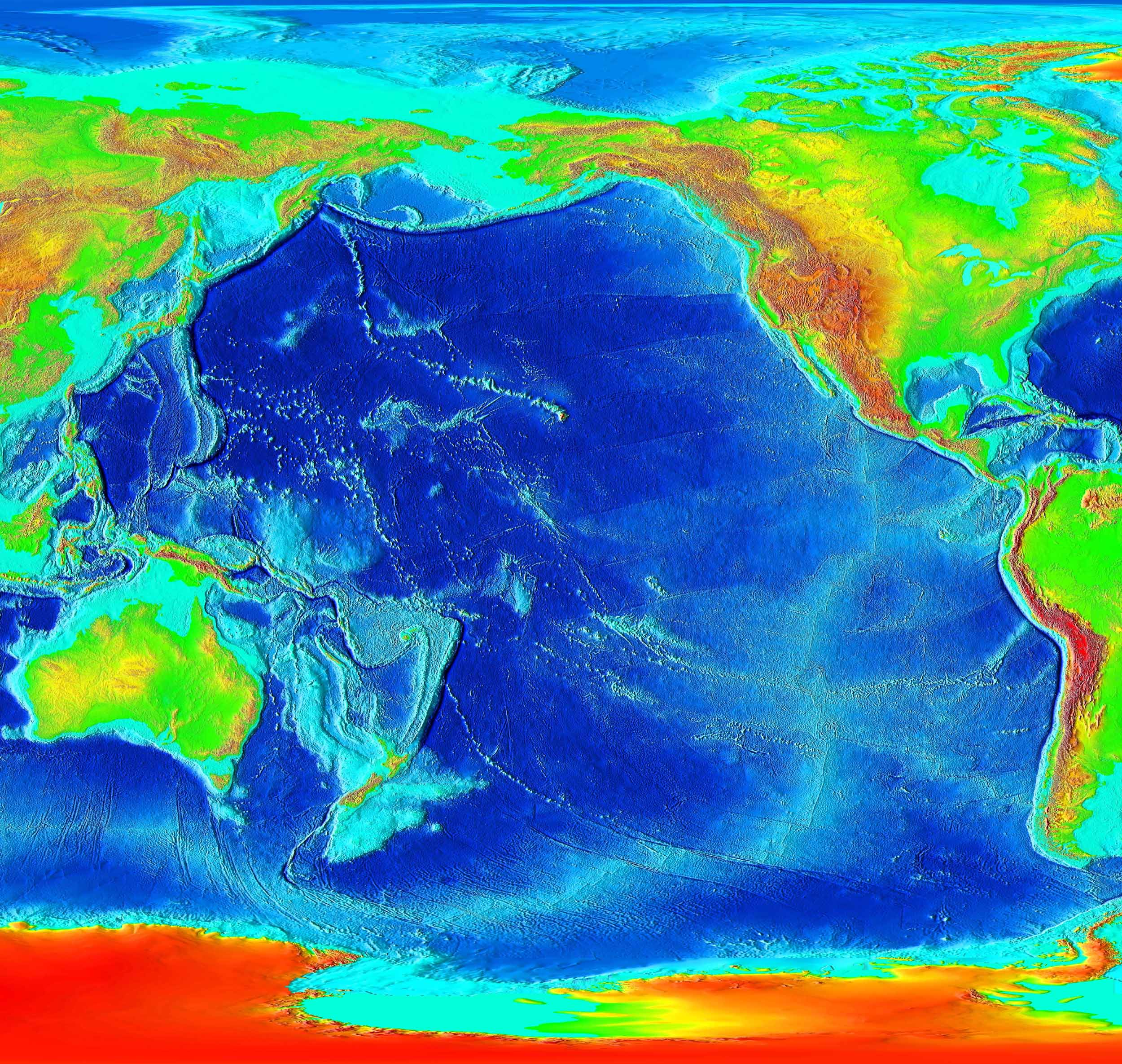
Imatge del fons de l'Oceà Pacífic. Les característiques més notables són les fosses al costat occidental i les grans planes que s'estenen pel costat oriental

A la conca del Pacífic, el fons de l'oceà és relativament uniforme, amb una profunditat mitjana d'uns 4.270 metres. Les irregularitats més grans de l'àrea són pics submarins de pendents molt pronunciades i cims plans, conegudes en anglès com seamounts. La part oest del sòl consisteix en arcs muntanyosos que s'alcen sobre el mar com a grups d'illes, com les illes Salomó i Nova Zelanda, i fosses profundes, com la de les Marianes, o de les Filipines, i la de Tonga. La majoria de les fosses profundes són adjacents als marges exteriors de l'ampla plataforma continental occidental.
Al llarg del límit est de la conca Pacífica està el Dorsal del Pacífic Oriental, que és una part de la serralada oceànica central. Amb una amplada d'uns 3000 km, té una alçada d'uns 3 km sobre el sòl marí adjacent.
Com que una àrea relativament petita drena al Pacífic i junt amb la mida immensa de l'oceà, la majoria dels sediments són autigènics o pelàgics a l'origen. Els sediments autigènics inclouen montmorillonita i zeolita. Els sediments pelàgics derivats de l'aigua de mar inclouen argiles roges pelàgiques i restes calcàries de vida marina. Els sediments terrígens estan confinats a bandes estretes marginals a prop de la terra.

### Masses de terra

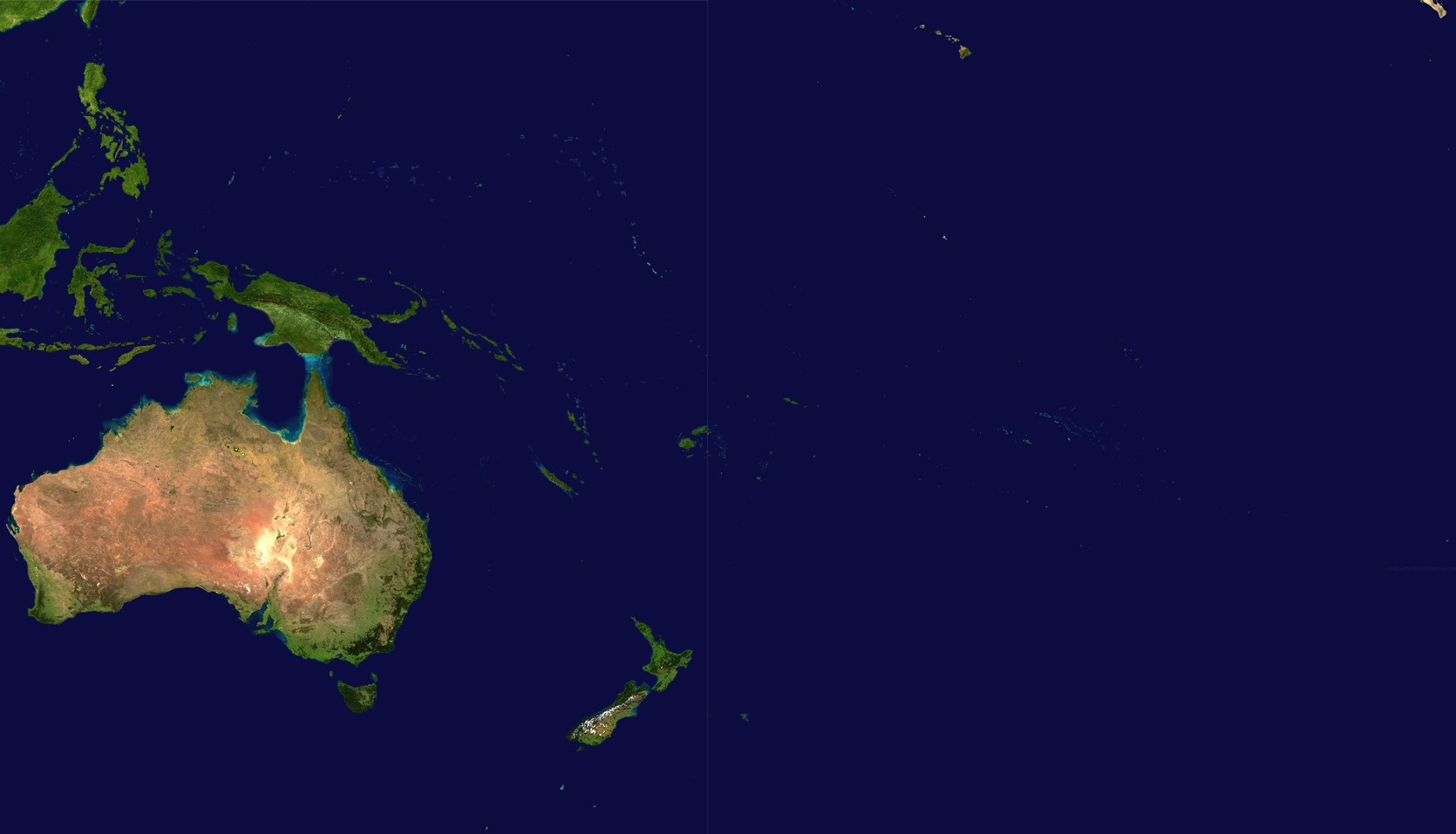
Imatge de satèl·lit d'Oceania

La massa més gran de l'Oceà Pacífic és el continent d'Austràlia. A uns 3200 km al sud-est es troba el gran grup d'illes de Nova Zelanda. Gairebé totes les illes menors del Pacífic estan entre els 30 °N i 30 °S, estenent-se del sud-est asiàtic a l'illa de Pasqua; la resta de la conca pacífica no té illes, gairebé. El gran triangle de la Polinèsia que connecta Hawaii, l'illa de Pasqua, i Nova Zelanda inclou els arxipèlags de les illes Cook, illes Marqueses, illes Samoa, illes de la Societat, Tokelau, Tonga i Tuamotu. Al nord de l'equador i a l'oest de la línia internacional de canvi de dia hi ha nombroses illes petites de la Micronèsia, incloent-hi les illes Carolines, les illes Marshall, i les Marianes. Al racó sud-oest del Pacífic hi ha les illes de la Melanèsia, dominades per Nova Guinea. Altres arxipèlags de la Melanèsia són Bismarck, Fiji, Nova Caledònia, les illes Salomó i Vanuatu. Les illes del Pacífic són de quatre tipus bàsics: illes continentals, illes altes, atol i plataformes de corall aixecades. Entre les illes continentals s'hi inclou Nova Guinea, Nova Zelanda i les Filipines. Aquestes illes estan estructuralment associades amb els continents propers. Les illes altes són d'origen volcànic, i moltes contenen volcans actius. Entre aquestes hi ha l'illa de Bougainville, Hawaii i les illes Salomó.
El tercer i quart tipus d'illes són les coral·lines. Els esculls de corall són estructures baixes que han crescut sobre lava basàltica sota la superfície de l'oceà. Un dels més importants és la Gran Barrera al nord-est d'Austràlia. Un segon tipus d'illa formada de corall és la plataforma de corall aixecada, normalment més gran que les illes baixes de corall, anomenada makatea. Per exemple Banaba (abans illes Oceà) i Makatea a les Tuamotu, arxipèlag de la Polinèsia Francesa.
A 250 kilòmetres de Sydney hi ha volcans amb 50 milions d'anys d'antiguitat.

### Golfs
- Golf de Califòrnia
- Golf de Tehuantepec
- Golf de Fonseca
- Golf de Panamà

## Història i economia

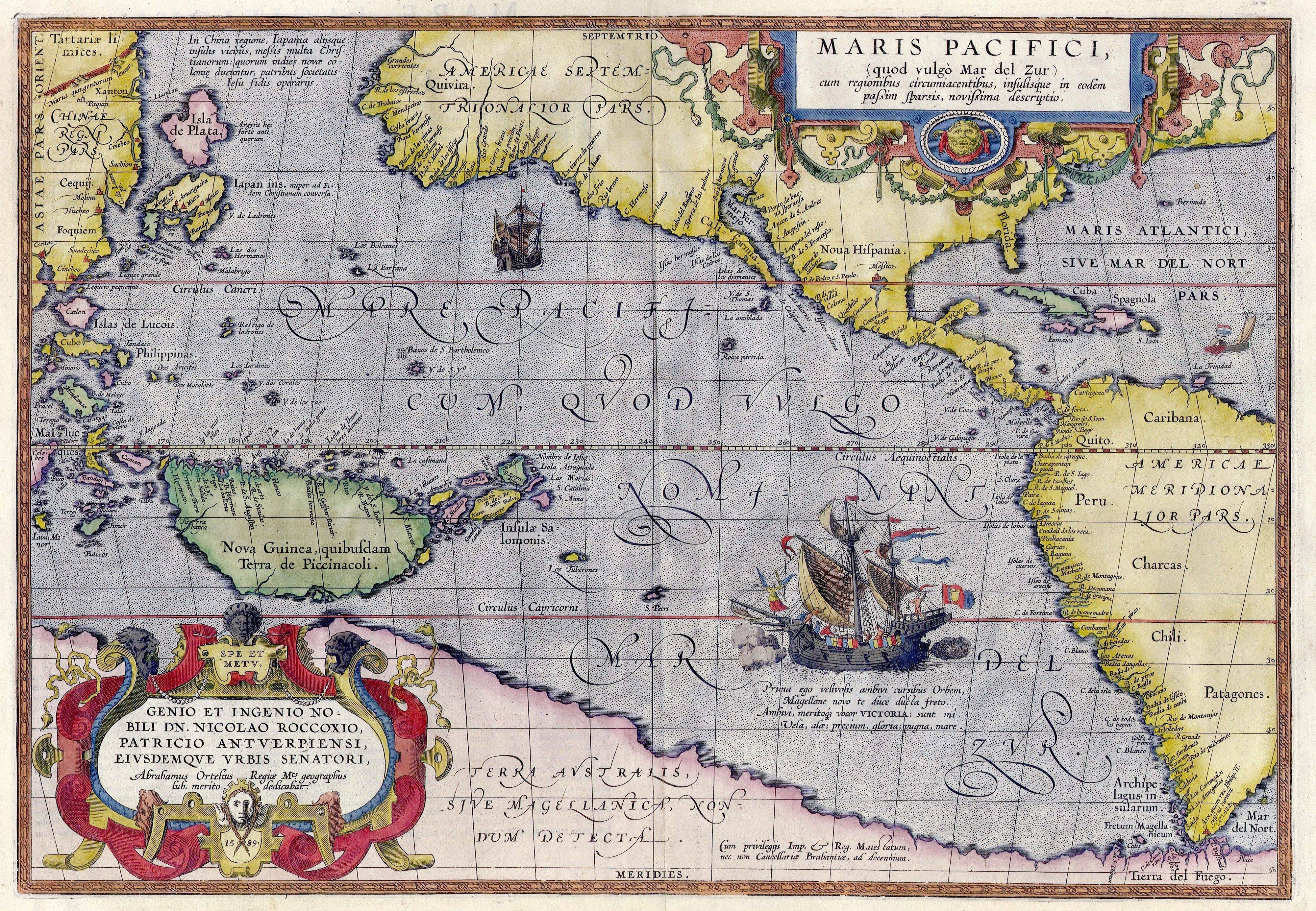
Maris Pacifici d'Ortelius (1589). Un dels primers mapes impresos que mostren l'oceà Pacífic; vegeu també Mapa waldseemüller de Martin Waldseemüller. (1507)

Importants migracions humanes han tingut lloc al Pacífic des de temps prehistòrics, notables a la zona de la Polinèsia des de Tahití fins a Hawaii i Nova Zelanda.
L'oceà va ser albirat pels europeus a l'inici del segle xvi. Tot i que Amerigo Vespucci ja va insinuar l'existència d'aquesta massa d'aigua, va ser el conqueridor castellà Vasco Núñez de Balboa (1513) qui va travessar l'istme de Darién i va aconseguir arribar a aquest oceà, que primerament l'anomenà Mar del Sud (simplement pel fet de trobar-se més al sud que el punt de partida inicial d'on havien iniciat el trajecte (la mar Carib). Posteriorment també va ser albirat per Fernão de Magalhães, que va arribar a les Filipines el 1521, i Juan Sebastián Elcano que va completar la primera circumnavegació del món el 1522. Durant la resta del segle xvi i principis del segle xvii, la influència espanyola va ser absoluta. El Pacífic va arribar a denominar-se el "llac espanyol", amb vaixells espanyols navegant fins a les Filipines i Guam, i explorant les Illes Mariannes, les Carolines i Palau, territoris de la Capitania General de les Filipines. El 1545 l'expedició de Yñigo Ortiz de Retez va arribar a Nova Guinea i la va batejar amb aquest nom per la similitud de l'aspecte dels seus nadius amb els de Guinea a Africa. La ruta espanyola del Galió de Manila va operar durant dos segles i mig a través del Pacífic, unint els ports d'Acapulco i Manila entre 1565 i 1815. El 1568 el navegant Alvaro de Mendaña va descobrir les Illes Tuvalu i les illes Salomó, i en una segona expedició el 1595 va descobrir les Illes Marqueses. El 1606, l'expedició espanyola de Quirós va descobrir les Illes Pitcairn, les Nuevas Hebridas (avui Vanuatu) i va visitar les Salomó. Quirós va desembarcar a l'illa principal de les Nuevas Hebridas batejant-la com l'Austrialia de l'Esperit Sant, creient que havia arribat a la Terra Australis, el continent australià. Malgrat trobar-se en les Nuevas Hebridas, el nom "Austràlia" va acabar substituint el de Terra Australis, i ha perdurat fins als nostres dies. Durant el segle xvii els holandesos, navegant des d'Europa pel sud de l'Àfrica també van arribar al Pacífic Sud, comerciant i descobrint nous territoris. Abel Janszoon Tasman va descobrir Tasmània el 1642 i Nova Zelanda. Al segle xviii els russos van explorar part d'Alaska i les illes Aleutianes. Diverses expedicions espanyoles van intentar reafirmar la sobirania espanyola a l'extrem nord d'Amèrica del Nord a finals del segle xviii, també assolint Canadà i Alaska. Entre elles, l'expedició de Juan Francisco de la Bodega y Quadra va establir un assentament espanyol a Nutka, a l'Illa de Vancouver (originalment "Quadra i Vancouver") i va arribar fins a l'illa de Kodiak a Alaska. Els francesos al seu torn van explorar la Polinèsia, i els britànics en els tres viatges de James Cook: al Pacífic Sud i Austràlia, Hawaii, i el nord-oest americà del Pacífic.
L'imperialisme del segle xix va resultar en l'ocupació del Pacífic per les potències occidentals. Es van fer contribucions significants al coneixement oceanogràfic als viatges del H.M.S. Beagle als anys 1830, amb Charles Darwin a bord; el H.M.S. Challenger durant els 1870; la U.S.S. Tuscarora (1873-76); i l'alemany Gazelle (1874-76). Encara que els Estats Units van prendre les Filipines el 1898, el Japó controlava el Pacífic oest el 1914, i va ocupar moltes altres illes durant la II Guerra Mundial. Al final d'aquesta guerra, la flota del Pacífic americana era l'amo virtual de l'oceà.
Hi ha disset estats independents al Pacífic: Austràlia, Fiji, Japó, Kiribati, Illes Marshall, Estats Federats de Micronèsia, Nauru, Nova Zelanda, Palau, Papua Nova Guinea, Filipines, Samoa, Salomó, República de la Xina (Taiwan), Tonga, Tuvalu, i Vanuatu. Onze d'aquestes nacions han arribat a la seva total independència a partir dels anys 1960. Les Illes Mariannes del Nord s'autogovernen amb la política exterior menada pels Estats Units, i les Illes Cook i Niue estan en relacions similars amb Nova Zelanda. També al Pacífic hi ha l'estat americà de Hawaii i diversos territoris i possessions d'Austràlia, Xile, França, Japó, Nova Zelanda, el Regne Unit, i els Estats Units.
L'explotació de la riquesa mineral del Pacífic està temperada per les grans profunditats oceàniques. En aigües poc profundes lluny de les costes d'Austràlia i Nova Zelanda, s'extreu petroli i gas natural i es cullen perles a les costes d'Austràlia, Japó, Papua Nova Guinea, Nicaragua, Panamà, i les Filipines, encara que cada cop menys. La riquesa més gran del Pacífic és la pesca. Les aigües costaneres dels continents i les illes més temperades crien bacallà, salmó, sardina, peix espasa, i tonyina. El 1986, les nacions membres del Fòrum Pacífic Sud van declarar l'àrea com a zona lliure nuclear en un esforç d'aturar les proves nuclears i prevenir l'abocament de residus nuclears.

## La conca del Pacífic
El Pacífic és la conca oceànica més antiga de totes les existents. Les seves roques sedimentàries són les més antigues i tenen una edat aproximada de 200 milions d'anys. Les principals característiques de la conca oceànica estan relacionades amb la tectònica de plaques i el vulcanisme. Tot i que el fons oceànic a la zona central del Pacífic és molt regular, els anomenats "guyots", unes elevacions submarines amb el cim pla i forma de columna, sí que constitueixen irregularitats que ressalten. A la part occidental de l'Oceà Pacífic, sorgeixen arcs d'illes per sobre el nivell del mar, amb profunds sistemes de fosses als seus límits, així com al llarg de la costa asiàtica. La zona oriental del Pacífic es caracteritza per la presència de la Dorsal del Pacífic Oriental, una part del sistema de dorsals oceàniques que envolta el planeta. Els dipòsits sedimentaris de l'oceà Pacífic es componen majoritàriament de partícules d'origen local (dipòsits orgànics), per exemple, els esquelets de petits animals marins. Només es troben dipòsits materials de partícules procedents dels continents circumdants a les zones costaneres i a les estretes plataformes continentals.

## Problemes mediambientals
L'oceà pacífic té un important problema de contaminació marina. La contaminació marina és un terme genèric per a l'entrada nociva a l'oceà de productes químics o partícules. El culpable més gran són els rius que desemboquen a l'Oceà, i amb això els molts productes químics que s'utilitzen com fertilitzants a l'agricultura així com els residus del bestiar i dels humans. L'excés d'oxigen que exhaureixen els productes químics a l'aigua pot portar a la hipòxia i a la creació d'una zona morta.
També hi ha nombroses escombraries marines, aquest és un terme utilitzat per descriure la flotació de residus creats pels humans que s'ha trobat en un llac, mar, oceà. Les deixalles a l'oceà tendeixen a acumular-se en el centre de les grans corrents i a la línia de la costa, arribant freqüentment fins a les platges.
Un dels fenòmens de contaminació més espectacular de l'oceà Pacífic és la famosa sopa de plàstic del Pacífic.

## Països i territoris costaners

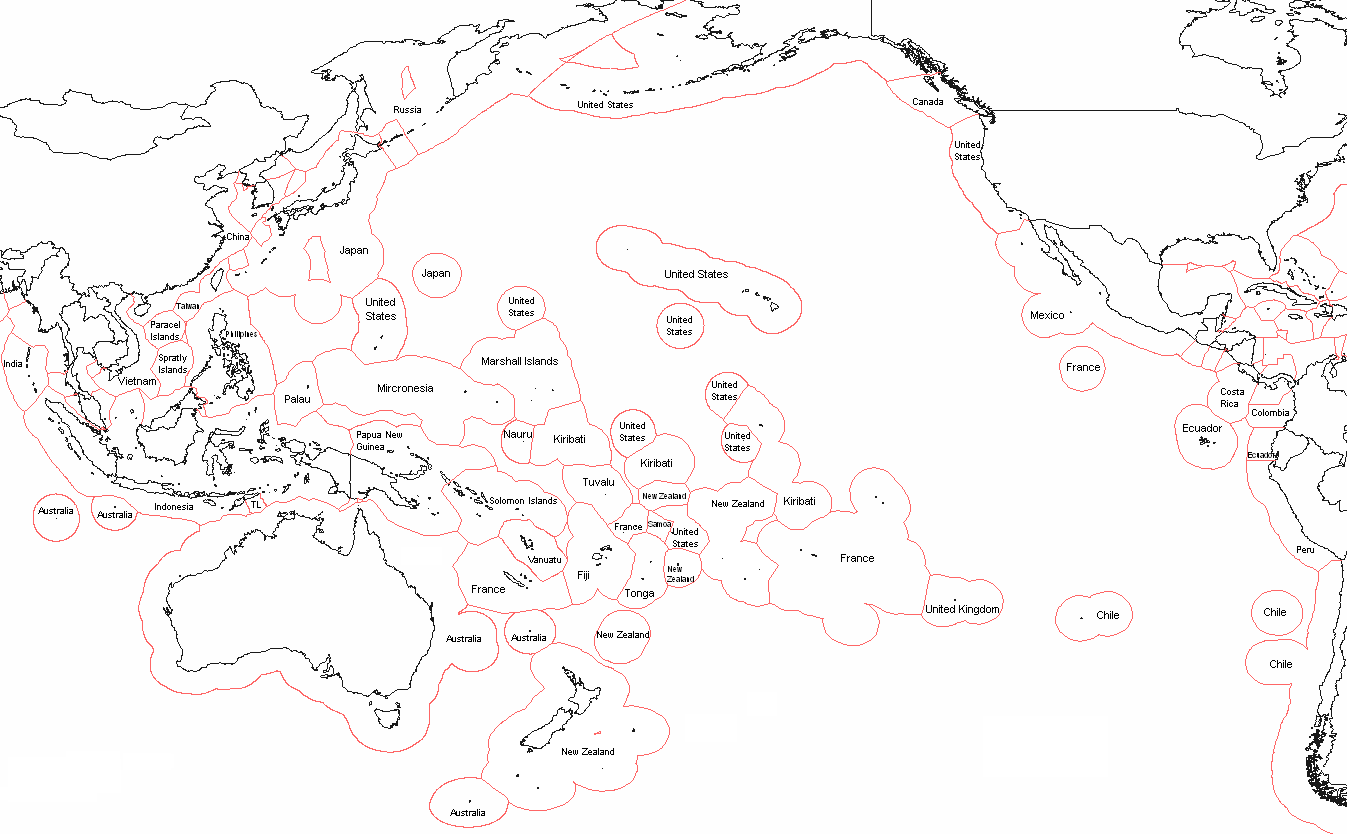
Zones econòmiques exclusives dels països costaners del Pacífic i del Sud-Est Asiàtic.
S'aprecien les extenses zones econòmiques que proporcionen als Estats Units, França, Nova Zelanda i Austràlia, les encara nombroses colònies a Oceania.

- Argentina
- Austràlia
- Brunei
- Cambodja
- Canadà
- Xile
- R.P. de la Xina
- Colòmbia
- Costa Rica
- Corea del Nord
- Corea del Sud
- El Salvador
- Estats Units
- Equador
- Fiji
- Filipines
- Guam
- Guatemala
- Hondures
- Indonèsia
- Illes Cook
- Illes Mariannes Septentrionals
- Illes Marshall
- Illes Pitcairn
- Illes Salomó
- Japó
- Kiribati
- Malàisia
- Mèxic
- Micronèsia
- Nauru
- Nova Caledònia
- Nova Zelanda
- Nicaragua
- Niue
- Illa Norfolk
- República de Palau
- Panamà
- Papua Nova Guinea
- Perú
- Wallis i Futuna
- Polinèsia Francesa
- Rússia
- Samoa
- Samoa Americana
- Singapur
- Tailàndia
- Taiwan
- Tokelau
- Timor Oriental
- Tonga
- Tuvalu
- Vanuatu
- Vietnam

## Principals ports
| - Acapulco, Guerrero, Mèxic - Anchorage, Alaska, Estats Units d'Amèrica - Antofagasta, Xile - Arica, Xile - Auckland, Nova Zelanda - Bacolod, Filipines - Bangkok, Tailàndia - Batangas, Filipines - Bluff, Nova Zelanda - Brisbane, Queensland, Austràlia - Buenaventura (Colòmbia) - Busan, Corea del Sud - Cabo San Lucas, Baixa Califòrnia Sud, Mèxic - Cagayan de Oro, Filipines - Callao, Perú - Cebu, Filipines - Chongjin, Corea del Nord - Dalian, Xina - Da Nang, Vietnam - Davao, Filipines - Ensenada, Mèxic - Esmeraldas, Equador - Guayaquil, Equador - Haiphong, Vietnam - Hong Kong, Xina - Honolulu, Hawaii, Estats Units - Incheon, Corea del Sud - Iloilo, Filipines - Iquique, Xile - Jayapura, Indonèsia - Kaohsiung, República de la Xina (Taiwan) - Kitimat, Colúmbia Britànica (Canadà) - Keelung, República de la Xina (Taiwan) - Kobe, Japó - Kuala Terengganu, Malàisia - Laem Chabang, Tailàndia - Lyttelton, Nova Zelanda - Long Beach, Estats Units - Los Angeles, Estats Units - Manta, Equador - Manzanillo, estat de Colima, Mèxic - Mazatlán, Sinaloa, Mèxic | - Melbourne, Victoria, Austràlia - Manila, Filipines - Nampho, Corea del Nord - Newcastle (Austràlia) - Oakland, Califòrnia, Estats Units - Ciutat de Panamà, Panamà - Portland, Oregon, Estats Units - Portoviejo, Equador - Prince Rupert, Colúmbia Britànica (Canadà) - Puerto Chacabuco, Xile - Puerto Montt, Xile - Puerto Vallarta, Jalisco, Mèxic - Pyeongtaek, Corea del Sud - Qingdao, Xina - Saigon, Vietnam - San Antonio, Xile - San Diego, Califòrnia, Estats Units - San Francisco, Califòrnia, Estats Units - Seattle, Estats Units - Stewarts Point, Califòrnia - Xangai, República Popular de la Xina - Shenzhen, Xina - Singapur - Songkhla, Tailàndia - Sydney, Nova Gal·les del Sud, Austràlia - Tacoma, estat de Washington, Estats Units - Taichung, República de la Xina (Taiwan) - Talcahuano, Xile - Tauranga, Nova Zelanda - Tianjin, República Popular de la Xina - Tijuana, Baixa Califòrnia, Mèxic - Tòquio (Japó) - Tumaco, Colòmbia - Valparaíso, Xile - Vancouver, Colúmbia Britànica, Canadà - Victoria, Canadà - Vladivostok, Rússia - Wollongong, Nova Gal·les Del Sud, Austràlia - Xiamen, República Popular de la Xina - Yantai, República Popular de la Xina - Yokohama, Japó - Zamboanga, Filipines |